# Juc-Herghelie, Cluj
Juc-Herghelie este un sat în comuna Jucu din județul Cluj, Transilvania, România.

## Istoric
Satul s-a format în secolul al XX-lea, prin unirea gospodăriilor izolate aflate în zonă.

## Galerie de imagini

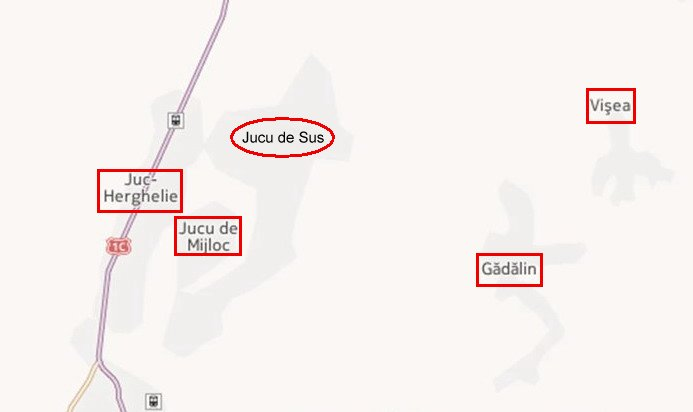
Comuna Jucu şi satele componente